# Гусь-Хрустальный историко-художественный музей
Гусь-Хрустальный историко-художественный музей — учреждение культуры в городе Гусь-Хрустальный.
Адрес: улица Калинина, д. 2. График работы : ежедневно, кроме понедельника, с 09-00 до 18-00, без перерыва
В задачи музея входит сохранение истории города Гусь-Хрустального, донесение до посетителей во всех подробностях кропотливого труда многих поколений его жителей, создавших чудо хрустального стекла в научных лабораториях и заводских цехах, выпускавших уникальную стекольную продукции, построивших город самобытной архитектуры, город тружеников, художников и поэтов. Музей проводит популяризацию изобразительного и прикладного искусства среди всех слоев жителей и гостей города. Читаются лекции, проводятся краеведческие беседы, по истории города публикуются материалы в городских СМИ и организуются выступления в телевизионных передачах.
Музей совместно с городской библиотекой проводит «Никоновские чтения» — общегородской конкурс краеведческих работ памяти В. М. Никонова (1924—2001), известного журналиста, писателя-краеведа.

## История
Музей открыт 18 июня 2011 года, в день 255-летия города. Под размещение музея передано здание — памятник архитектуры конца XIX века (здание бывшего мужского училища), возведённое в 1897—1898 годах архитектором В. А. Покровским (помощником архитектора Л. Н. Бенуа при строительстве в Гусь-Хрустальном Храма Георгия Победоносца — ныне занятого Музеем хрусталя). Здание спроектировано в едином Архитектурно ансамбле, окружающем Георгиевский храм.
Перед созданием экспозиций был выполнен капитальный ремонт сгоревшего в 1999 году здания.
Уже в первые пять лет работы музея (2011—2014) было проведено 37 выставок, фотовыставка «Неизвестный Солженицын», творческая выставка Е. Лопатухиной, выставки картин народного художника России В. В. Шилова, клуба исторической реконструкции «ГАРДАРИКА», «Уходящая Мещёра», Дизайн-мистерия Л. Озерникова «Музей БЕССОННИЦЫ», «Эффект бабочки», «Чудеса бисера», «Мастерская игрушек».
Благодаря проводимой музеем научно-исследовательской работе в сотрудничестве с краеведами Подмосковья и Рязанской области, специалистами Национального парка «Мещера», привлекаемых специалистов—археологов и историков на территории Мещеры были открыты уникальные мегалитические сооружения, которым более 6 тысяч лет.
В подвальной части музея обустроены помещения для молодежного клуба исторической реконструкции «Гардарика». Члены клуба — участники различных мероприятий в память исторических событий, в частности в представлении на Театральной площади г. Владимира к 900-летию князя Андрея Боголюбского.

## Экспозиция
Созданы экспозиции «Каменная летопись Мещеры» и «Музей Гуся», собравшие материалы по истории Мещёрского края, в том числе найденные в раскопках, о его природе и о Гусе, птице — священном тотеме для древних жителей Мещеры и персонаже мифов и легенд о сотворении Мира, давшей название реки Гусь, являющейся частью древнего торгового пути («Серебряный путь») из Персии в Ростов и Новгород Великий. Экспозиция второго зала музея, «Все грани прекрасного», рассказывает о стекольных предприятий города, о стеклоделии, соединяющем талант художника, виртуозность мастера, достижения современных технологий.
Оборудован выставочный зал для проведения сменных выставок, уже состоялись показы галереи портретов «Маршалы Победы» Народного художника России, академика В. В. Шилова, выставка работ Гусевских художников из созданного при музее творческого объединения «Нюанс», выставка фотоматериалов «Неизвестный Солженицын» (по слайдам начала-середины 1960-х гг.) и др.
Музей проводит лекции
- История формирования архитектурного облика Гусь-Хрустального
- Заповедными тропами Мещёры
- Мещерские страницы в жизни и деятельности А. И. Солженицына

Организован мастер-класс «Эмаль и бисер по стеклу»
Располагаясь рядом с Музеем хрусталя им. Мальцовых, работает с ним по одной программе туристического развития города.